# Линицкая, Любовь Павловна
Любовь Павловна Линицкая (по мужу — Загорская; 15 декабря (27 декабря) 1866, слобода Преображенская, ныне село Преображение Сватовского района Луганской области — 5 февраля 1924, Киев) — украинская советская актриса театра и кино.

## Жизнеописание
Любовь Павловна родилась 27 декабря 1866 в слободе Преображенской в Луганщине, здесь же прошло её детство. Отец, сельский священник Павел Иванович Линицкий, ещё в семинарии проникшись передовыми на то время идеями, в середине 70-х гг. XIX века порвал с религией и отрекся от сана. В связи с этим ему пришлось переехать в Харьков, где он устроился работать учителем в сельской школе. После перехода отца в миряне семья жила довольно бедно. Им помогал брат жены Павла Ивановича протоиерей Покровский, который служил в Таганрогской гимназии, где учился Антон Павлович Чехов.
Любовь некоторое время жила у Покровского в Таганроге, после чего училась в Харьковской гимназии (которую и закончила в 1884 году). Дядя возил девочку на родину, она побывала в доме, где родилась, некоторое время жила в Купянске, где впервые и увидела труппу Кропивницкого, которая была в городке проездом.
Посещая родных в Таганроге, Чернигове, Ростове-на-Дону, Люба видела игру Садовского, Заньковецкой — в то время уже прославленных артистов театра, и многих других выдающихся актёров того времени.
Какое-то время Любовь Павловна работала учительницей на Донбассе, но увлечение театром не забросила. В 1886 году она решилась, попробовать свои силы на сцене. Девушка принимала участие в любительских театральных кружках, и мечтала о карьере профессиональной актрисы. Однажды после спектакля труппы Кропивницкого она подошла к метру и попросила принять её в труппу. Хотя Кропивницкий в труппу её и не взял, но адрес записал и велел ждать.
В Харькове на гастролях была русская труппа Муравьёва-Михайлова. В одной из любительских спектаклей он заметил способную девушку и пригласил к себе в труппу, но Любовь проработала у него недолго: её не устроил репертуар. Через год Линицкую пригласил к себе антрепренёр Шаповал, который ставил российские и украинские пьесы. Тогда же она встретила на своём пути актёра Ивана Загорского, за которого потом вышла замуж.
С 1887 года Любовь Линицкая начала играть с мужем в разных театральных коллективах. Талант её развивался быстро, и вскоре она уже играла первые роли. Популярность молодой актрисы росла, её заметили корифеи украинского театра. Кропивницкий оставил труппу Михаилу Старицкому и начал комплектовать новую труппу. Тогда прославленный режиссёр и вспомнил о Линицкой. Она прибыла на вызов, а уже в апреле 1889 году молодая актриса дебютировала в роли Наталки Полтавки.
| «                                                                  | Из артисток я чаще всего видел на сцене Л. П. Линицкую, которая была очаровательна в многих ролях. Какой простой и скромной была в её исполнении Наталка, какой мечтательной и поэтической она выступала в роли Олеси! | » |
| — Кропивницкий Владимир, «Из семейной хроники Марка Кропивницкого» | |   |

Талант Линицкой наиболее полно раскрылся в труппе П. К. Саксаганского, в которой она работала с небольшими перерывами в 1891—1909 года. С особым успехом шла комедия И. Карпенко-Карого «Суета», которая отметила в октябре 1907 свою 150-ю постановку — явление невиданное для дореволюционного театра, со сцены которого пьесы обычно сходили после нескольких спектаклей. Этот успех обуславливался не только тематической новизной произведения, но и высоким мастерством актёров, в том числе и Л. П. Линицкой. Дальше была работа в театре М. К. Садовского (1909—1915), в "Обществе актёров при участии Н. Заньковецкой и П. Саксаганского под руководством И. А. Марьяненко (1915—1918), с 1918 по 1923 — в составе Государственного Народного театра в Киеве во главе с П. Саксаганским, в 1923 поступила в театр-студию «Октябрь», в которой и проработала до самой своей смерти.
С конца XIX века в крупных городах Российской Империи начались первые сеансы кинематографа. В 1909—1910 годах были сняты на киноплёнку спектакли украинского театра, среди которых была и «Наймичка» И. К. Карпенко-Карого, в которой Линицкая выполняла роль Харитины.
Несмотря на преклонный возраст и подорванное здоровье, Линицкая активно выступала на сцене, участвовала в создании одного из первых в истории УССР государственного театра г. Коростышеве. Одной из первых получила звание народной артистки СССР.
Актриса внезапно умерла 5 февраля 1924 года в Киеве, собираясь на репетицию в театр «Октябрь», где она тогда работала.

## Театральная биография
Всего Линицкой было сыграно около 120 ролей в пьесах классического и современного ей репертуара. Среди них:
- Галя («Назар Стодоля» Тараса Шевченко).
- Маруся Богуславка («Маруся Богуславка» Михаила Старицкого).
- Наталья («Лымеривна» Панаса Мирного).
- Вишеневская («Тепленькое место» Александра Островского).
- Наталья Павловна («Ложь» Владимира Винниченко).
- Лина Федоровна («Крылья» Людмилы Старицкой-Черняховской).
- Эстерка («За синим морем» Я. Гордина).
- Анна («Украденное счастье». Франко, Киев, 1904 год)
- В кино: фильм «Наймичка», 1911, Харитина.

Биограф актрисы В. С. Вася отмечал, насколько разносторонним был талант этой артистки, которая обогатила сценическую палитру национального театра, и называл Линицкую актрисой «Ермоловско-Мочаловского типа», актрисой «бунтарём-трибуном». Она создавала глубокие, психологически достоверные образы драматических героинь (Маруся Богуславка, Наталка Полтавка, , Галя в «Назаре Стодоле») и яркие комедийные характеры (Проня в спектакле «За двумя зайцами»). Приподнятость, героический пафос, склонность к монументализму и резких контрастов сочетались в игре артистки с психологической глубиной, социальным раскрытием образа. Исполнила партию Екатерины в одноимённой опере Н. Аркаса по произведению Т. Шевченко). Имела высокое меццо-сопрано красивого тембра и выразительную манеру пения. Мастер слова, она достигла высокого совершенства в искусстве монолога.
| «               | В тогдашнем репертуаре особенно часто случались монологи. Линицкая любила эту форму и умела действовать в монологах. Пафос актрисы никогда не был искусственным, преднамеренным. Он органично возникал из душевного состояния её героинь, их мыслей и страстей. | » |
| — В.С. Василько | |   |